# Ludolf Stanislav Barták
D. Ludolf Stanislav Barták, O.Praem. (3. ledna 1915 Šaratice – 17. července 2000) byl český (resp. moravský) římskokatolický duchovní, novoříšský premonstrát, perzekvovaný v době komunistického režimu.

## Život
Narodil se v Šaraticích, gymnázium vystudoval v Brně. Po maturitě v roce 1936 začal studovat bohosloví. PO absolvování dvou ročníku vstoupil do premonstrátského řádu, slavné sliby složil 23. března 1938 Kněžské svěcení přijal 5. července 1941.
Jeho prvním kaplanským místem byly brněnské Židenice. Zde měl původně působit jeden rok, vzhledem k zatčení novoříšských řeholníků zde vykonával duchovní správu až do konce druhé světové války. Poté ho nově zvolený opat Machalka povolal zpátky do Nové Říše, kde se stal provizorem kláštera.
Poté, co byl novoříšský opat Augustin Machalka zatčen v únoru 1950, byl po několika dnech zatčen i Stanislav Barták. V procesu Machalka a spol. byl obviněn z velezrady a vyzvědačství. Odsouzen byl na dobu dvou let za „neoznámení trestné činnosti". Ve srovnání s ostatními, souzenými v tomto procesu šlo o trest velmi nízký. Výši trestu ovlivnilo hlavně to, že Barták podlehl nátlaku ze strany vyšetřovatelů a při procesu vypovídal proti svému představenému, opatu Machalkovi tak, aby to odpovídalo vykonstruovaným obviněním.
Po odpykání trestu začal pracovat v brněnské slévárně, státní souhlas k veřejné duchovní činnosti dostal v roce 1954. Působil jako administrátor ve Slavkově u Brna a pak v Otnicích. V letech 1967 – 1996 vykonával funkci děkana ve Slavkově u Brna. Od roku 1976 žil v rodných Šaraticích, kde vypomáhal v duchovní správě.